# Dritter Heiliger Krieg
Der Dritte Heilige Krieg (356–346 v. Chr.) gehört zu den Kriegen in der Geschichte des antiken Griechenland, die im Interesse von Delphi von einem großen Teil der amphiktyonischen Staaten gegen solche Gruppen geführt wurde, die in irgendeiner Weise die Interessen des Staates oder des Heiligtums von Delphi verletzt hatten. Die Phoker konnten sich, gestützt auf ein aus delphischen Tempelgeldern bezahltes großes Söldnerheer, fast ein Jahrzehnt lang behaupten und größere militärische Erfolge erzielen, verloren den Krieg aber schließlich nach dem Eingreifen des makedonischen Königs Philipp II. und mussten sich zu einem Frieden mit schweren Opfern bereitfinden.

## Kriegsverlauf

### Ausbruch
Der alte Stammeshass der Thessalier und der neuentbrannte der Thebaner gegen das Bergvolk der Phoker – es kam zu Grenzstreitigkeiten an der Grenze von Phokis zu Boiotien – gaben den Anlass zum Dritten Heiligen Krieg. Hauptquelle für diesen Krieg ist das 16. Buch der Bibliothḗkē historikḗ des im 1. Jahrhundert v. Chr. lebenden Geschichtsschreibers Diodor. Im Vorfeld des Kriegs setzten die Amphiktyonen eine hohe Geldstrafe gegen die Phoker fest. Diese sollten dafür bestraft werden, dass sie laut den Anschuldigungen der Thebaner einen Teil des Gebiets der früheren Stadt Kirrha, die bereits im Ersten Heiligen Krieg zerstört worden war, für die Landwirtschaft nutzten. Die Bebauung dieser sakralen Landfläche stand unter Strafe, was die Phoker jedoch ignorierten. Die Höhe der verhängten Geldbuße schien auch ihre Finanzmittel zu übersteigen. Da trat der hochstehende Phoker Philomelos, Sohn des Theotimos, auf. Nachdem er die Unmöglichkeit, die Summe des Strafgeldes aufzubringen, dargelegt hatte, riet er seinen Landsleuten, sich der Schätze des delphischen Tempels zu bemächtigen, da ohnehin das Heiligtum eigentlich den Phokern angehöre. Dieser Vorschlag fiel auf fruchtbaren Boden und die Phoker besetzten unter Philomelos’ Oberbefehl Delphi, raubten den Schatz des Heiligtums und ließen ihn später sogar einschmelzen.
Wegen der Besetzung Delphis erklärten die Amphiktyonen im Herbst 356 v. Chr. den Heiligen Krieg. Philomelos gewann die Unterstützung des spartanischen Königs Archidamos III. Athen war ebenfalls ein Alliierter der Phoker. Auf der gegnerischen Seite standen nicht nur Thebaner und Thessaler, sondern auch die Perrhaiber, Dorer und weitere griechische Völkerschaften. Mit dem aus dem delphischen Tempelschatz gewonnenen Gold bezahlten die Phoker ihre angeworbenen Söldnertruppen, die sie im Kampf gegen ihre Widersacher einsetzten. Philomelos fiel im Frühjahr 355 v. Chr. in Ostlokris ein und schlug die Lokrer und Thessaler. Im Herbst 355 v. Chr. musste er aber bei Neon eine Niederlage gegen die Boioter einstecken und stürzte sich in einen Abgrund.

### Erfolge der Phoker
Onomarchos drängte die Phoker erfolgreich zur Fortsetzung des Krieges, wurde zum Nachfolger des Philomelos gewählt und ordnete die Herstellung von Waffen sowie die Anwerbung neuer Söldner an. 354 v. Chr. unternahm er eine Offensive gegen die Lokrer, eroberte Thronion und Amphissa und verheerte das Gebiet von Doris. Nach seinem Einmarsch in Boiotien bemächtigte er sich Orchomenos, konnte Chaironeia jedoch nicht einnehmen und kehrte um. Der makedonische König Philipp II. zog um diese Zeit nach Thessalien und griff den Tyrannen Lykophron von Pherai an, der sich daraufhin um Unterstützung an die Phoker wandte. Phayllos, ein Bruder des Onomarchos kam Lykophron mit 7000 Mann zu Hilfe, unterlag aber Philipp. Nun griff Onomarchos selbst mit einem mächtigen Heer in Thessalien ein, besiegte den Makedonenkönig in zwei Gefechten und zwang ihn zum Rückzug.
Anfang 353 v. Chr. drang Onomarchos in Boiotien ein, schlug die Boioter in einer Schlacht und eroberte Koroneia. Die Phoker befanden sich damals auf dem Gipfel ihrer Macht. Zu den Erfolgsrezepten gehörte, dass ihre Führer die inneren Gegensätze überwanden und das Volk zu einer geschlossenen Einheit formten. Als einzige phokische Stadt machte Abai den Krieg nicht mit. Die Führer der Phoker hatten als Strategoi autokratores große Befugnisse inne und ließen ihre Namen auf Münzen prägen. Indem sie in mehreren Städten Verfassungsänderungen durchsetzten, konnten sie dort ihren Parteigängern zur Regierung verhelfen. Das aus dem eingezogenen Tempelschatz angeworbene Söldnerheer verschaffte ihnen große militärische Stärke. Für die Gewinnung größerer Finanzmittel zur Kriegsführung wurden sogar die delphischen Weihgeschenke beschlagnahmt.

### Wechselvolle weitere Kämpfe
353 oder 352 v. Chr. marschierte Onomarchos mit 20.000 Infanteristen und 500 Reitern nach Thessalien, um erneut Lykophron von Pherai militärisch zu unterstützen, da Philipp II. im Verbund mit starken thessalischen Adelstruppen Lykophron zum zweiten Mal attackierte. Der Makedonenkönig besiegte die Phoker aber in der entscheidenden Schlacht auf dem Krokusfeld; Onomarchos und zahlreiche seiner Krieger fielen. Zur Bestrafung ließ Philipp 3000 Gefangene als Tempelräuber ins Meer werfen.
Nun folgte Phayllos seinem getöteten Bruder Onomarchos als Stratege. Aus den reichen ihm zur Verfügung stehenden Geldmitteln warb er neue Söldner und erhielt auch Hilfstruppen, die ihm u. a. Athen und Sparta zusandten. Seine daraufhin unternommene Invasion Boiotiens schlug jedoch fehl. Er verlor drei Schlachten, die aber anscheinend nicht sonderlich entscheidend waren. Zunächst musste er eine Schlappe bei Orchomenos einstecken und dann eine Niederlage in einer am Fluss Kephissos ausgetragenen Schlacht hinnehmen, in der er 500 Männer verlor. Wenige Tage darauf gewannen die Boioter schließlich ein Gefecht nahe Koroneia gegen die Phoker. Bei einem Feldzug gegen die epiknemidischen Lokrer gelang Phayllos die Eroberung mehrerer Städte, wurde dann aber bei Abai von den Boiotern angegriffen, wobei viele seiner Soldaten ums Leben kamen. Die Boioter stießen nach Phokis vor, führten dort Plünderungszüge durch und kamen bei ihrem Rückzug den Einwohnern der lokrischen Stadt Naryka zu Hilfe, die noch immer von den Phokern belagert wurde. Phayllos konnte aber die Boioter vertreiben und Naryka erobern. Er litt hierauf längere Zeit an einer schmerzvollen Krankheit, der er 351 v. Chr. erlag.
Nun wurde Phalaikos, ein Sohn des Onomarchos, Nachfolger des Phayllos als phokischer Stratege. Da er noch ein Jüngling war, stand er zunächst unter die Vormundschaft des Feldherrn Mnaseas, der aber bald danach bei einem nächtlichen Angriff der Boioter fiel. Phalaikos, der nun das Oberkommando übernahm, musste in einem nahe Chaironeia erfolgten Reitergefecht eine Niederlage hinnehmen. Es gelang ihm dann zwar die Einnahme von Chaironeia, doch hatte er sich vor einer herbeigeeilten Armee der Thebaner wieder aus der Stadt zurückzuziehen, woraufhin die Boioter einen Plünderungszug nach Phokis unternahmen. Unterdessen hatten nach der Peloponnes gezogene phokische Truppen an den Kämpfen zwischen Sparta und Megalopolis teilgenommen, die in einer Schlacht bei der Stadt Orneai ausgetragen wurden.
350 v. Chr. kam es zwischen den Phokern und Boiotern nur zu unbedeutenden kriegerischen Auseinandersetzungen. In den nächsten beiden Jahren lieferten sich die beiden Kriegsparteien weitere Kämpfe mit wechselndem Erfolg. So verwüsteten die Boioter zunächst das Territorium von Hyampolis, verloren dann aber ein Gefecht gegen die Phoker bei Koroneia. Die Phoker bemächtigten sich kurz darauf mehrerer boiotischen Städte, während die Boioter ihrerseits bei einem Einfall in Phokis Felder niederbrannten, jedoch auf dem Rückweg eine Niederlage erlitten.

### Beendigung des Krieges durch das Eingreifen Philipps II. von Makedonien
347 v. Chr. wurde Phalaikos der Veruntreuung der Tempelschätze von Delphi beschuldigt und abgesetzt. Drei Generäle, Deinokrates, Kallias und Sophanes, nahmen nun seinen Platz ein. Da die Phoker die boiotischen Städte Orchomenos, Koroneia und Korsiai besetzt hielten und von dort aus das Umland verheerten, riefen die inzwischen ermatteten Thebaner, welche die erwähnten Städte nicht wiedererobern konnten, König Philipp II. zu Hilfe. Finanzielle Schwierigkeiten der Phoker, deren Gelder schon ziemlich erschöpft waren, und das Eingreifen Philipps brachten Phokis nun rasch zu Fall und beendeten dessen im Dritten Heiligen Krieg errungene Vormachtstellung in Mittelgriechenland.
Diese Endphase des Kriegs begann damit, dass Phalaikos Anfang 346 v. Chr. wieder das Oberkommando erhielt. Er torpedierte die Verbindungen, welche die Phoker mit Athen und Sparta angeknüpft hatten. So wies er den zu Hilfe ziehenden spartanischen König Archidamos III. ab, und auch die Athener versagten schließlich ihre Hilfe. Philipp II. erschien bei den Thermopylen und Phalaikos trat ihm mit 8000 Mann bei Nikaia entgegen. Da er aber die Überlegenheit der makedonischen Streitkräfte bemerkte, ließ Phalaikos sich auf keinen Kampf ein, sondern schloss mit Philipp einen Vertrag, aufgrund dessen er und seine Söldner freien Abzug erhielten. So wurde Philipp kampflos Herr über Phokis.

### Friedensschluss
Der 346 v. Chr. hergestellte Frieden bedeutete zwar für Phokis zunächst nur, dass es einen kleinen Teil seines Territoriums an Theben abtreten musste, vielleicht auch die etwa 30 km östlich der Thermopylen gelegene Stadt Daphnus an Lokris zu retournieren hatte. Philipp II. ordnete jedoch an, dass die Amphiktyonenversammlung das Urteil über die Phoker fällen solle. Die Amphiktyonen sahen in den Phokern Tempelräuber und stimmten für eine harte Strafe. So wurden die Phoker aus dem delphischen Tempel und dem Bund der Amphiktyonen ausgestoßen; die beiden Stimmen, die sie in letzterer Institution gehabt hatten, gingen an Philipp über. Alle Städte von Phokis fielen der Zerstörung anheim, und ihre Mauern wurden niedergerissen. Nur Abai blieb verschont, da es keinen Anteil an der Tempelplünderung und am Krieg genommen hatte. Direkt am Tempelraub beteiligte Phoker und deren Bundesgenossen, die die Flucht ergriffen hatten, galten ab nun als verflucht und vogelfrei.
In der Folge durften die Phoker nur noch in kleinen, maximal aus 50 Häusern bestehenden Orten wohnen und mussten ihre Waffen vernichten lassen. Auch ihr Besitz an Pferden sollte verkauft werden. Außerdem wurde ihnen auferlegt, an Delphi so lange Steuern zu zahlen, bis die aus dessen Tempel geraubten 10.000 Talente wieder ersetzt sein würden. Die aufzubringende Summe war in sechsmonatigen Raten zu 30 Talenten zu begleichen. Die Sympathisanten der Tyrannen begaben sich ins Exil nach Athen. Auch blieben militärische Verbände Philipps II. und der Thebaner noch eine Weile als Besatzungsmacht in Phokis und verübten gelegentlich Plünderungen.
Die Friedensbedingungen und das damit einhergehende Ende des dritten Heiligen Krieges wurden im Philokratesfrieden besiegelt. Athen musste alle Expansionserfolge von Philipp anerkennen und verlor somit den Anspruch auch ihre ehemalige Polis Amphipolis. Außerdem legte Philipp den Athenern ein Defensivbündnis auf.

## Folgen des dritten Heiligen Krieges
Philipp II. vermochte durch seine Interaktion im dritten Heiligen Krieg seine Vormachtstellung in Nord- und Mittelgriechenland zu etablieren. Sein Image in der griechischen Staatenwelt verbesserte sich maßgeblich. Während Philipp vor dem Krieg als Barbar galt, änderte sich sein Selbstverständnis nach dem Philokratesfrieden. Da er die beiden Stimmen der aus dem Amphiktyonenrat ausgeschlossenen Phoker erhalten hatte, war er nun legitimes Mitglied dieses Gremiums. Er hatte ab diesen Zeitpunkt den Vorsitz der panhellenischen Spiele. Makedonier durften von nun an ebenfalls an den Spielen teilnehmen, was zuvor nicht möglich war, da sie nicht als vollwertige Griechen anerkannt wurden. Durch diese symbolischen Akte der Anerkennung schaffte es Philipp, mehr Verbündete auf seine Seite zu bringen.